# 島本仲道

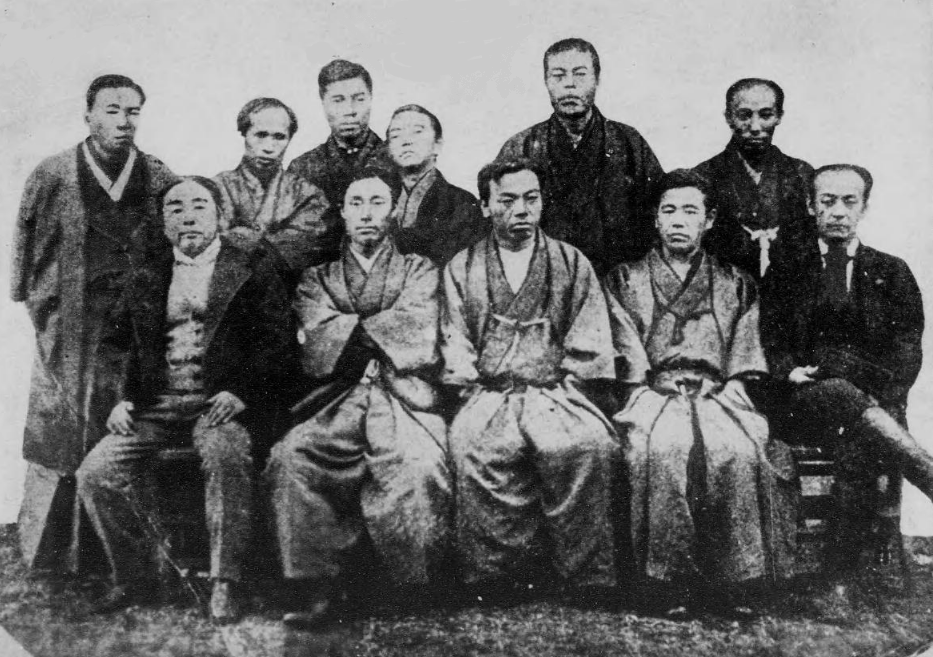
島本仲道司法省警保頭（後列左から2人目）。その左に丹羽賢少丞、右に松岡康毅七等出仕、松本暢権大判事（元壬生藩御典医・石崎誠庵）、尾崎忠治中判事、阪本政均警保助。前列左より、玉乃世履権大判事、福岡孝弟大輔、江藤新平司法卿、楠田英世明法権頭、渡辺驥少丞。1872年。

島本 仲道（しまもと なかみち、天保4年4月18日（1833年6月5日） - 明治26年（1893年）1月2日）は、明治時代の官僚、法律家である。通称は審次郎、号は北洲。

## 経歴
土佐藩士。土佐勤皇党に参加し終身刑の宣告を受けたが、戊辰戦争で伊予松山藩の征伐を命じられる。明治維新後、明治新政府で兵部省、司法省の官僚を歴任、江藤新平の右腕として近代日本国家の検察、警察、弁護士の機構制度の確立に尽力した。1873年、江藤の下野とともに司法省を退職し、東京と大阪に弁護士事務所を開く。
その後、自由民権運動に参加、1887年に保安条例で東京退去の処分を受けるも、明治憲法発布の恩赦で赦免された。1893年、心臓病のため卒去。墓所は青山霊園立山墓地。